# Bedårande barn av sin tid
Bedårande barn av sin tid är den svenska popgruppen Noices andra studioalbum, utgivet i november 1980. Albumet såldes i 55 000 exemplar under tre veckor och sammanlagt i över 120 000 exemplar. Detta var gruppens sista album med trummisen Robert Klasen, före deras senaste album 2023.
Albumet återutgavs på CD 1996.
Bedårande barn av sin tid på LP-skiva släpptes i gatefoldformat, ett utvikbart konvolut.

## Låtlista
Sida A
1. "Kan inte leva utan pop" (M: Freddie Hansson/Peo Thyrén, T: Hansson) – 2:15
2. "Det jag känner för" (Hasse Carlsson) – 3:21
3. "Amerikanska bilar" (Thyrén) – 3:01
4. "Allting okey" (M: Thyrén/Hansson, T: Thyrén) – 3:24
5. "Rockidol" (M: Carlsson, T: Thyrén) – 2:12
6. "Ut i natten" (M: Hansson/Thyrén, T: Hansson) – 2:10

Sida B
1. "Du lever bara en gång" (M: Carlsson, T: Thyrén) – 3:26
2. "Bedårande barn av sin tid" (M: Hansson/Carlsson, T: Hansson) – 2:57
3. "Gatustrid" (Thyrén) – 3:04
4. "Ensam" (Carlsson) – 2:40
5. "Göra vad jag vill" (Thyrén) – 1:59
6. "Svart läder" (Thyrén) – 2:17

## Medverkande
- Hasse Carlsson – sång/gitarr
- Peo Thyrén – bas
- Freddie Hansson – klaviatur
- Robert Klasen – trummor
- Pelle Lidell – trummor ("Kan inte leva utan pop" och "Svart läder")[4]

## Listplaceringar
| Lista (1980–1981) | Topplacering |
| ----------------- | ------------ |
| Sverige           | 4            |